# Chris Evans (presentator)
Christopher James "Chris" Evans (Warrington, 1 april 1966) is een Brits presentator en producer van radio- en televisieprogramma's.

## Loopbaan
Evans begon zijn radiocarrière reeds als tiener bij Piccadilly Radio uit Manchester, waarna hij naar Londen verhuisde om te presenteren bij de BBC's Greater London Radio en de televisiezender Channel 4. Op Channel 4 was hij van 1994 tot 1996 een van de twee presentatoren van het populaire ochtendprogramma The Big Breakfast. Van 1994 tot 1995 presenteerde hij ook op zaterdagavond op Channel 4 Don't Forget Your Toothbrush, een programma waarvan het format later ook in Nederland werd overgenomen onder de titel Uhhh... Vergeet je tandenborstel niet!. Hij presenteerde op Radio 1 de Breakfast Show en TFI Friday. In 2000 was hij de meest verdienende presentator van het Verenigd Koninkrijk volgens de Sunday Times Rich List.
In 2005 stapte hij over naar BBC Radio 2 als presentator van het langlopende programma Drivetime, in 2010 volgde het dagelijkse The Chris Evans Breakfast Show. Hij presenteerde op vrijdag ook van 2010 tot 2015 The One Show.
In 2015 tekende hij een overeenkomst om minstens gedurende drie jaar een van de nieuwe presentators te worden van Top Gear. Hij stopte na een jaar.
Evans is de oprichter van het in Engeland bijzonder populaire CarFest liefdadigheids-motor-festival.